# Rue Valery-Larbaud
La rue Valery-Larbaud est une voie du 13e arrondissement de Paris située dans le quartier de la Gare.

## Situation et accès
La rue Valery-Larbaud est desservie à proximité par la ligne 6 à la station Quai de la Gare.

## Origine du nom
Elle doit son nom à l'écrivain Valery Larbaud (1881-1957).

## Historique
La voie est ouverte sur les terrains de la SNCF dans le cadre de l'aménagement de la ZAC Paris-Rive gauche sous le nom provisoire de « voie CI/13 » ; elle prend sa dénomination actuelle le 9 mars 1993.